# تامی گرت
تامی گرت (به انگلیسی: Tommy Garrett) بازیکن فوتبال زادهٔ ۲۸ فوریه ۱۹۲۷ اهل کشور انگلستان که سابقهٔ بازی در تیم ملی فوتبال انگلستان را در کارنامهٔ خود دارد. وی در تاریخ ۵ آوریل ۱۹۵۲ نخستین بازی ملی خود را در مقابل تیم ملی فوتبال اسکاتلند انجام داد و با حضور در ۳ بازی ملی، در تاریخ ۱۰ اکتبر ۱۹۵۳ واپسین بازی ملی‌اش را در برابر تیم ملی فوتبال ولز برگزار کرد.